# THQ

THQのロゴ

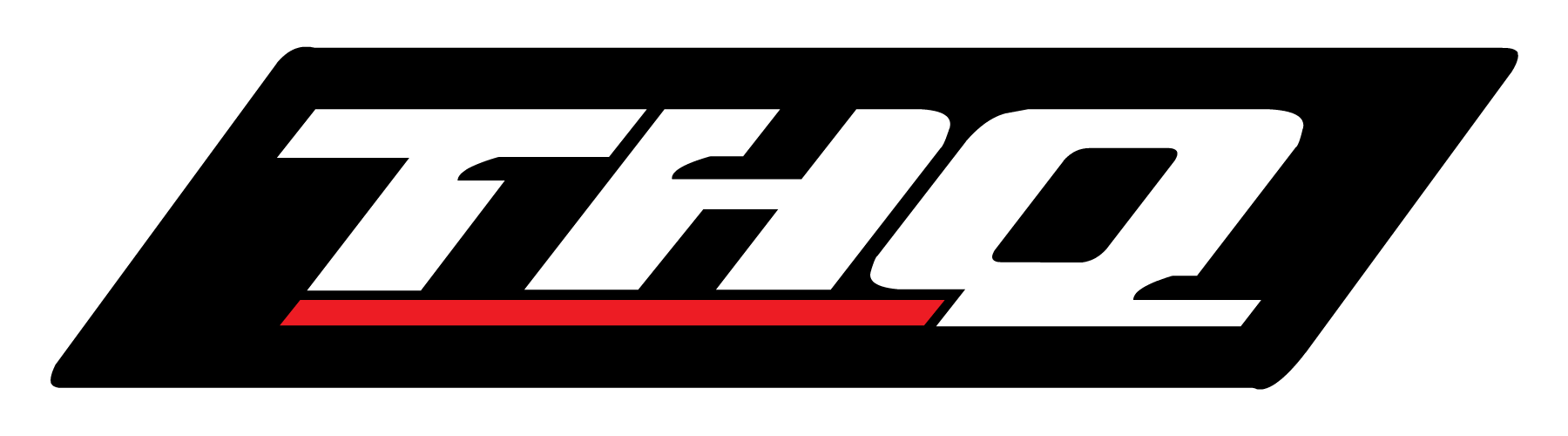
2000年から2011年までのTHQのロゴ

THQは、1990年から2012年12月20日までアメリカ・カリフォルニア州アゴウラヒルズに本社を置き、コンピュータゲームの開発・発売を行っていた企業。現在は、THQ Nordicのブランド。コンシューマーゲーム機およびWindowsPC用のゲームソフトを開発していた。

## 概要
設立当初は玩具の製造メーカーであり、企業名“THQ”も"Toy Headquarters"から来ている。しかし、のちに玩具業界から撤退し、1994年以降はコンピュータゲーム専業の企業となった。2012年5月までのCEOは創業者でもあるブライアン・ファレル、日本法人としてTHQジャパン株式会社（代表取締役：ティモシー・リンドン・ページ）が置かれていた。
2006年7月、『カーズ』（同名映画のゲーム版）で日本進出。THQ本体からのリリースはマルチプラットホームが主体だが、THQジャパンでは市場にあわせて発売機種を絞っていた。2008年発売の『ブロブ カラフルなきぼう』から約3年ほどはWWEシリーズや廉価版をのぞき、主にスパイクやサイバーフロント、コナミにライセンス供与の形で日本版発売を行っていた。2011年11月発売の『Saints Row: The Third』より自社パブリッシングを本格的に再開したが、後述する本社の経営不振により2012年2月29日をもってTHQジャパンは事務所を閉鎖した。なお、日本法人は、海外法人中では成績が良く、黒字での閉鎖となった。
欧米では2010年にWii用タブレットとしてuDraw GameTabletをヒットさせたが、翌2011年に発売したPS3&Xbox 360版は140万台が売れ残る大不振に終わり、2012年2月の時点で約1億ドルの財源不足に陥っていた。
2012年5月30日、THQの経営悪化を理由に、社長Danny Bilsonが退任。新しく、『クラッシュ・バンディクー』の生みの親であり、ノーティドッグの設立者でもあるJason Rubinが社長に就任したが、2012年12月20日に連邦倒産法第11章を申請し倒産した。2013年1月22日、THQの資産は傘下のスタジオ及びゲームタイトルごとに競売にかけられ、複数のゲーム会社に買収されて消滅した。
2014年、『Darksiders』や『Red Faction』の版権を継承したNordic Gamesにより、THQのブランドが買収される。
2016年、Nordic GamesがTHQ Nordicに社名を変更した。

## 主なゲームソフト
- テトリスワールド - 日本版のパブリシングを担当したサクセスに売却
- カーズ
- The Outfit（英語版）
- MotoGP: Ultimate Racing Technology
- スポンジ・ボブシリーズ - アクティビジョンに売却
  - スポンジ・ボブとなかまたち
  - スポンジ・ボブとなかまたち トイボットのこうげき
  - スポンジ・ボブとアトランティス、行きたいんデス
- WWE SmackDownシリーズ - テイクツー・インタラクティブ（2K Games）に過去作のIPとWWEのゲーム化権を譲渡の上、サブブランドの2K SportsからWWE 2Kシリーズにリブランドした上で発売され続けている。
  - WWE2007 SmackDown vs Raw
  - WWE2009 SmackDown vs Raw
  - WWE2010 SmackDown vs Raw
  - WWE2011 SmackDown vs Raw
  - WWE レジェンズ・オブ・レッスルマニア
  - WWE'12
- Juiced: Eliminator（英語版）
- デストロイ オール ヒューマンズ! - Nordic Gamesに売却
- バーンヤード～主役はオレ、牛
- モンスター・ハウス（英語版）
- レミーのおいしいレストラン(英語版)
- カールじいさんの空飛ぶ家（英語版）（日本版はイーフロンティアより発売）
- S.T.A.L.K.E.R. SHADOW OF CHERNOBYL
- CONAN
- スタントマン:イグニッション
- Saints Rowシリーズ - コチ・メディアに売却
  - Saints Row
  - Saints Row 2
  - Saints Row: The Third
- ズー タイクーン（ニンテンドーDS版）
- ウォーリー  (英語版)
- ドリフトナイツ ジュースド2
- ブロブ カラフルなきぼう
- ドローン トゥ ライフシリーズ - 505 Gamesに売却
  - ドローン トゥ ライフ ～神様のマリオネット～ （日本版はアガツマ・エンタテインメントより発売）
- フロントライン フュエル・オブ・ウォー
- ロックス・クエスト～新米アーキニアの百日戦争（英語版）
- UFC 2009 Undisputed（英語版）（日本版はユークスより発売）
- UFC Undisputed 2010（英語版）（日本版はユークスより発売。サポートはTHQジャパンが担当）
- UFC Undisputed 3（英語版）（日本版はコナミより発売）
  - ダークサイダーズシリーズ - Nordic Gamesに売却
  - ダークサイダーズ 〜審判の時〜（英語版）（日本版はPS3・Xbox 360版がコナミ、PC版がズーよりそれぞれ発売）
  - Darksiders II（英語版） （日本版はスパイクより発売）
  - レッドファクションシリーズ - Nordic Gamesに売却
  - レッドファクション:ゲリラ （日本版はスパイクより発売）
  - レッドファクション:アルマゲドン （日本版はスパイクより発売）
- メトロ2033 （日本版はスパイクより発売）
- メトロ ラストライト （Koch Media（英語版）によりIPが購入された後、発売。日本版はスパイク・チュンソフトより発売）
- HOMEFRONT （日本版はスパイクより発売）
- ウォーハンマー40,000:スペースマリーン (日本版はサイバーフロントより発売） - セガに売却
- NEXUiZ（英語版記事、日本未発売）
- South Park: The Stick of Truth （ユービーアイソフトによりIPが購入された後、2013年末に発売　※日本未発売）
- Devil's Third（任天堂により、Wii Uソフトとして発売）

## 周辺機器
- UDraw_GameTablet（日本未発売）

## かつて提供していた番組
- This Week in WWE